# Hybozelodes conjungens
Hybozelodes conjungens là một loài ruồi trong họ Asilidae. Hybozelodes conjungens được Hermann miêu tả năm 1912. Loài này phân bố ở vùng Tân nhiệt đới.